# ريد بلوف (كاليفورنيا)
ريد بلوف (بالإنجليزية: Red Bluff)‏ هي إحدى مدن مقاطعة تيهاما. تم إعطاءها لقب مدينة في 31 مارس، 1876.

## المناخ
يظهر الجدول التالي التغييرات المناخية على مدار السنة لريد بلوف:
| البيانات المناخية لـريد بلوف        | البيانات المناخية لـريد بلوف | البيانات المناخية لـريد بلوف | البيانات المناخية لـريد بلوف | البيانات المناخية لـريد بلوف | البيانات المناخية لـريد بلوف | البيانات المناخية لـريد بلوف | البيانات المناخية لـريد بلوف | البيانات المناخية لـريد بلوف | البيانات المناخية لـريد بلوف | البيانات المناخية لـريد بلوف | البيانات المناخية لـريد بلوف | البيانات المناخية لـريد بلوف | البيانات المناخية لـريد بلوف |
| الشهر                               | يناير                        | فبراير                       | مارس                         | أبريل                        | مايو                         | يونيو                        | يوليو                        | أغسطس                        | سبتمبر                       | أكتوبر                       | نوفمبر                       | ديسمبر                       | المعدل السنوي                |
| ----------------------------------- | ---------------------------- | ---------------------------- | ---------------------------- | ---------------------------- | ---------------------------- | ---------------------------- | ---------------------------- | ---------------------------- | ---------------------------- | ---------------------------- | ---------------------------- | ---------------------------- | ---------------------------- |
| الدرجة القصوى °ف (°م)               | 80 (27)                      | 85 (29)                      | 92 (33)                      | 98 (37)                      | 108 (42)                     | 117 (47)                     | 119 (48)                     | 121 (49)                     | 118 (48)                     | 107 (42)                     | 93 (34)                      | 83 (28)                      | 121 (49)                     |
| متوسط درجة الحرارة الكبرى °ف (°م)   | 54.9 (12.7)                  | 60.0 (15.6)                  | 64.9 (18.3)                  | 71.2 (21.8)                  | 81.1 (27.3)                  | 90.0 (32.2)                  | 97.2 (36.2)                  | 95.7 (35.4)                  | 90.0 (32.2)                  | 78.2 (25.7)                  | 62.7 (17.1)                  | 54.3 (12.4)                  | 75.0 (23.9)                  |
| متوسط درجة الحرارة الصغرى °ف (°م)   | 37.9 (3.3)                   | 40.7 (4.8)                   | 43.6 (6.4)                   | 47.0 (8.3)                   | 54.3 (12.4)                  | 61.7 (16.5)                  | 65.6 (18.7)                  | 63.0 (17.2)                  | 58.8 (14.9)                  | 51.2 (10.7)                  | 42.3 (5.7)                   | 37.5 (3.1)                   | 50.3 (10.2)                  |
| أدنى درجة حرارة °ف (°م)             | 17 (−8)                      | 21 (−6)                      | 26 (−3)                      | 28 (−2)                      | 33 (1)                       | 42 (6)                       | 51 (11)                      | 50 (10)                      | 41 (5)                       | 30 (−1)                      | 24 (−4)                      | 13 (−11)                     | 13 (−11)                     |
| الهطول إنش (مم)                     | 5.02 (128)                   | 4.06 (103)                   | 3.20 (81)                    | 1.56 (40)                    | 1.22 (31)                    | 0.47 (12)                    | 0.11 (2.8)                   | 0.13 (3.3)                   | 0.50 (13)                    | 1.21 (31)                    | 2.85 (72)                    | 4.16 (106)                   | 24.49 (622)                  |
| متوسط تساقط الثلوج إنش (سم)         | 0.4 (1.0)                    | 0 (0)                        | 0 (0)                        | 0 (0)                        | 0 (0)                        | 0 (0)                        | 0 (0)                        | 0 (0)                        | 0 (0)                        | 0 (0)                        | 0 (0)                        | 0.7 (1.8)                    | 1.1 (2.8)                    |
| متوسط أيام هطول الأمطار (≥ 0.01 in) | 11.1                         | 9.9                          | 9.8                          | 6.5                          | 5.0                          | 2.5                          | 0.4                          | 0.6                          | 1.6                          | 4.1                          | 8.6                          | 10.8                         | 70.9                         |
| متوسط الأيام المثلجة (≥ 0.1 in)     | 0.3                          | 0.1                          | 0                            | 0                            | 0                            | 0                            | 0                            | 0                            | 0                            | 0                            | 0                            | 0.3                          | 0.7                          |
| ساعات سطوع الشمس الشهرية            | 165.1                        | 195.2                        | 267.8                        | 328.8                        | 396.3                        | 404.4                        | 436.9                        | 397.5                        | 344.0                        | 281.4                        | 172.1                        | 153.4                        | 3٬542٫9                      |
| المصدر #1: NOAA                     |                              |                              |                              |                              |                              |                              |                              |                              |                              |                              |                              |                              |                              |
| المصدر #2:                          |                              |                              |                              |                              |                              |                              |                              |                              |                              |                              |                              |                              |                              |

## أعلام
- شو روبرت
- تشاك سيسيل
- جيم ديفيس
- ويليام إيد
- غيل غيلبرت